# IFK Hjo
IFK Hjo, Idrottsföreningen Kamraterna Hjo, är en idrottsförening från Hjo i Skaraborg i Västergötland, bildad den 8 oktober 1920. Föreningen har sektioner för fotboll, friidrott och innebandy.

## Bildande och anläggning
Under sent 1910-tal fanns två klubbar i Hjo, Hjo IK och Hjo BK. Dessa lades samman den 8 oktober 1920 och bildade den nya föreningen, IFK Hjo. Genom köp och gåva 1925/1926 förvärvade föreningen mark i södra delen av stad. Där anlades en fotbollsplan 1931 och 1935 invigde landshövding Axel Ekman formligen Guldkroksvallen, som sedan dess är IFK Hjos hemmaplan.

## Serietillhörighet, fotboll
IFK Hjo har spelat nio säsonger i tredje högsta divisionen, motsvarande dagens division I. Detta har laget åstadkommit genom att spela i gamla division III 1935/1936-1936/1937, 1957/1958-1959, 1962, 1974 och 1981-1983. Efter degraderingen 1983 har inte IFK varit i närheten av tredjedivisionen. Dock återkom klubben till att spela i nuvarande division III 20202021 men serien utgör numera femtedivision.